# Luma (Drin)
Die Luma (albanisch Lumë, Lumi i Lumës) ist ein Nebenfluss des Drin in Nordalbanien. Er ist der größte Nebenfluss des Drin. Er entwässert ein 579 Quadratkilometer großes Gebiet im Nordwesten des Šar Gebirges, das Kerngebiet der Region Gora. Davon gehören 225 Quadratkilometer zum Kosovo (Gemeinde Dragash), die restlichen 354 Quadratkilometer zu Albanien (Qark Kukës). Die mittlere Höhe des Einzugsgebiets beträgt 1420 m ü. A.
Bezüglich Länge bestehen widersprüchliche Angaben: Alle Quellen geben an, dass die Luma aus dem Zusammenfluss von Përroi i Orgjosit und Përroi i Topojanit entsteht und eine Länge von 32,4 Kilometer habe. Die Vereinigung dieser beiden Flüsse ist aber nur rund neun Kilometer von der Quelle entfernt. Auch auf dem Blatt „34-66-C Morini“ der Albanischen Militärkarte ist der Unterlauf des Përroi i Topojanit als solcher angeschrieben, während auf dem angrenzenden Blatt „K-34-78-A Shishtaveci“ der gleiche Bach in höheren Abschnitten mit Lumi i Lumës beschriftet ist. Gemäß dieser Karte entsteht die Luma erst viel weiter oben durch den Zusammenfluss von Bergbächen an den nördlichen Abhängen der Pllaja e Shishtavecit beim Weiler Turaj südöstlich von Shishtavec.

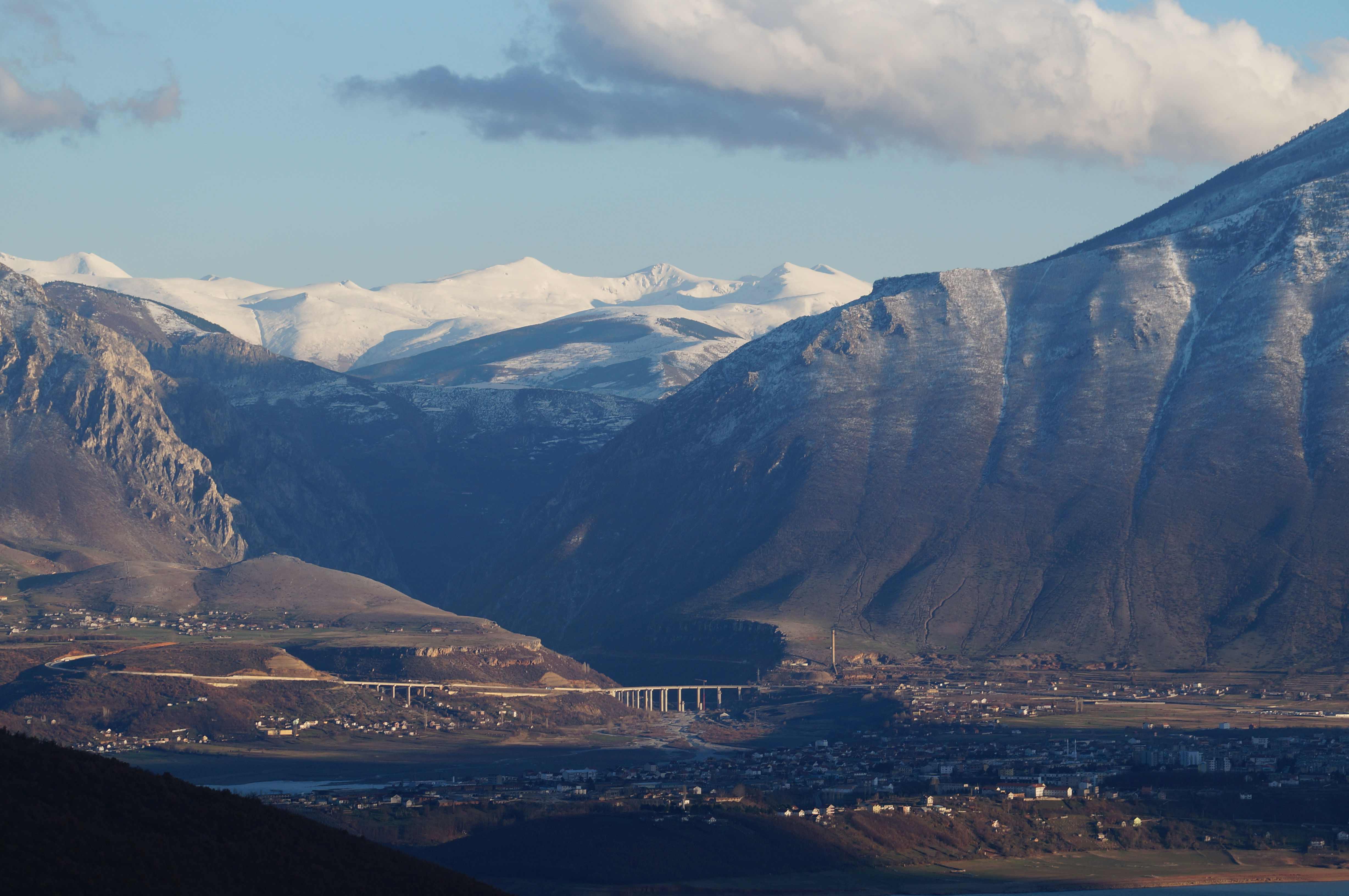
Blick an Kukës vorbei durch die Gryka e Vanave zum Šar-Gebirge – unter der Autobahnbrücke fließt die Luma dem Fierza-Stausee zu

Die Luma entwässert einen großen Kessel zwischen hohen Gebirgszügen und Bergmassiven. Im Südosten erhebt sich der Hauptkamm der Šar Planina. Im Süden schließt die Pllaja e Shishtavecit mit dem Kallabak (2171 m ü. A.) als höchste Erhebung das Einzugsgebiet ab. Südlich davon trennt das Tal der Çaja das Einzugsgebiet vom Korabgebirge, das im Westen in der Gjallica (2485 m ü. A.) und im Norden im Koritnik (2393 m ü. A.) seine Fortsetzung findet. Die Luma fließt durch den engen und über 1000 Meter tiefen Einschnitt Gryka e Vanave (Schlucht von Vanajva) aus dem Kessel ab. Hier befindet sich auch ein Wasserkraftwerk. Die Schlucht ist als nationales Naturdenkmal geschützt. Jenseits der Schlucht mündet die Luma nach kurzem Lauf bei Kukës in den Fierza-Stausee, früher noch knappe vier Kilometer weiter nördlich in den Weißen Drin.
Die Luma und ihre Zuflüsse fließen meist in tief eingeschnittenen Tälern, während sich die zahlreichen kleinen Dörfer der Region in flächeren Höhenlagen befinden.
Der Name Luma leitet sich von der gleichnamigen Region rund um Kukës ab. Verwirrend ist die Nähe zum albanischen Wort lum für Fluss, woraus sich die im Albanischen verbreitete Form Lumi i Lumës respektive Lumi Lumë bildet.
Das Einzugsgebiet steht fast vollständig unter Naturschutz. Die albanische Seite gehört zum Naturschutzgebiet Korab-Koritnik, die kosovarische teilweise zum Nationalpark Sharr.